# Agri Ismaïl
Agri Ismaïl, född 5 september 1981, är en svensk jurist, författare och kulturskribent.
Ismaïls föräldrar lämnade den irakiska delen av Kurdistan i slutet av 1970-talet och tog sig till Sverige. Han växte först upp i Akalla i Stockholm innan familjen flyttade vidare till Paris när Ismaïl var 12 år. Efter studenten studerade han till jurist. Han har tidigare arbetat som affärsjurist i London, Dubai och irakiska Kurdistan. Sedan 2015 är han åter bosatt i Sverige med hustru och barn.
År 2024 debuterade han som författare med romanen Hyper på Albert Bonniers Förlag. Romanen fick ett mycket gott mottagande och nominerades till Augustpriset i kategorin skönlitteratur. Romanen skildrar rotlöshet, pengar och en kurdisk familj som splittras och sprids över världen och utspelar sig bland annat i den finansbransch som Agri Ismaïl själv varit en del av. Han tilldelades år 2024 Samfundet De Nios Julpris.
Ismaïl är även verksam som kulturskribent i Expressen.

## Priser och utmärkelser
- 2025 – Katapultpriset för Hyper